# Bright Green Field
Bright Green Field — дебютный студийный альбом британской группы Squid. Альбом был выпущен 7 мая 2021 года на лейбле Warp Records.
Альбом получил широкое признание критиков и дебютировал на четвёртой строчке UK Albums Chart.

## Предыстория и запись
Альбом был записан в течение 2020 года, после отмены европейского тура группы из-за пандемии COVID-19, и был спродюсирован Дэном Кэри, который также сотрудничал со многими схожими по стилю группами, включая Black Midi, Fontaines D.C. и Black Country, New Road. Группа ранее сотрудничала с Кэри во время записи мини-альбома Town Centre, который был выпущен на его лейбле Speedy Wunderground.
В интервью Exclaim! фронтмен группы Олли Джадж заявил, что треки пластинки «иллюстрируют места, события и архитектуру, которые существуют внутри (альбома). Предыдущие релизы были игривыми и посвящены персонажам, тогда как этот альбом более мрачный и больше посвящен месту — эмоциональная глубина музыки стала глубже». По словам группы, для производства и мастеринга альбома был создан обширный список записей, включая хор из 30 человек, духовой и струнный ансамбль, а также полевые записи пчел.

## Выпуск и продвижение

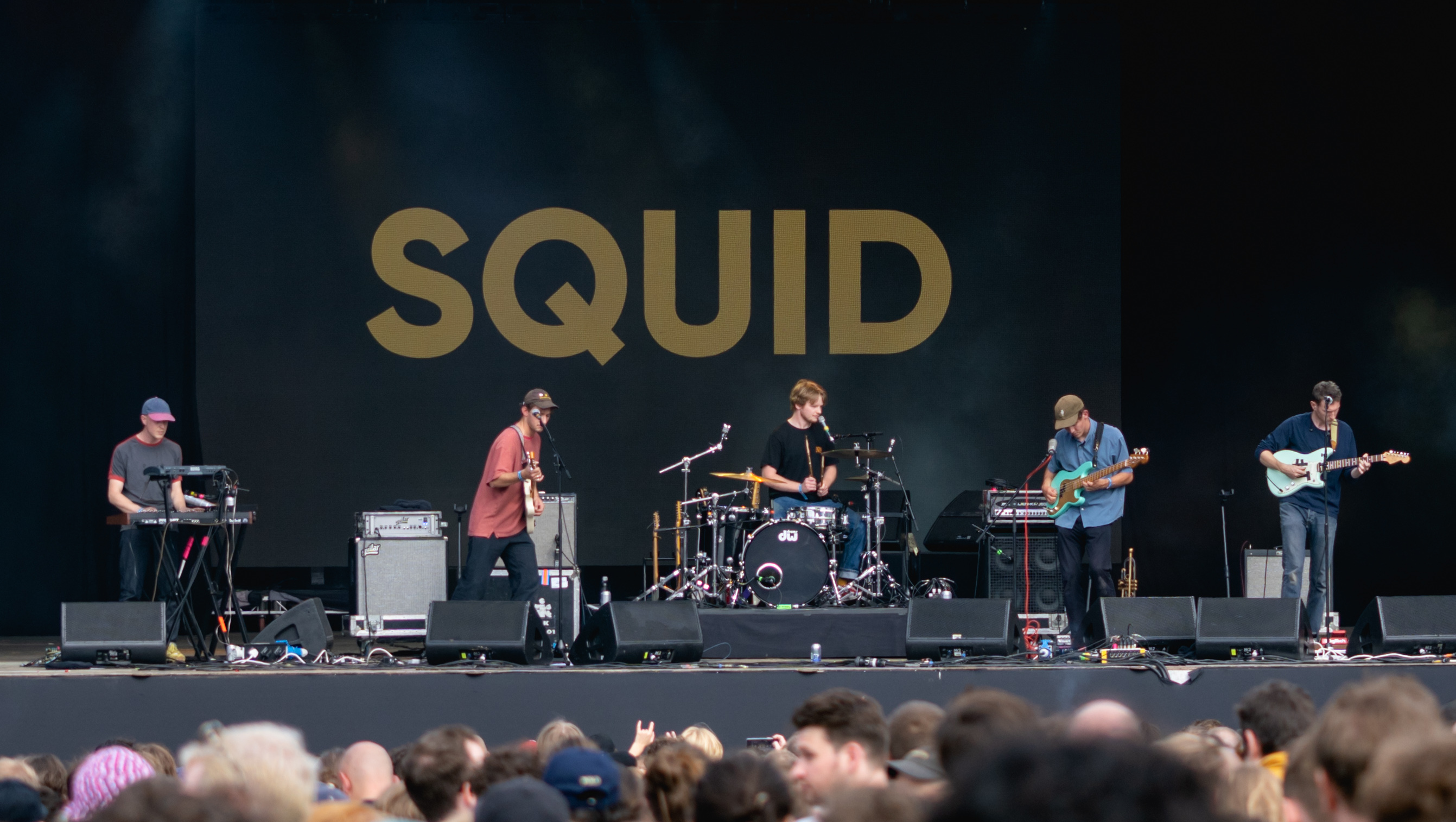
Выступление Squid на Wide Awake Festival 2021

### Синглы
Группа подписала контракт с Warp Records в марте 2020 года, а позже той же весной выпустила на лейбле два неальбомных сингла: «Sludge» и «Broadcaster». В январе 2021 года альбом был анонсирован вместе с выпуском ведущего сингла «Narrator». Второй сингл с альбома — «Paddling» был выпущен 16 марта 2021 года. Третий сингл под названием «Pamphlets» был выпущен 27 апреля 2021 года.

### Видеоклипы
27 января 2021 года вышел соответствующий клип на ведущий сингл альбома «Narrator». Музыкальное видео было срежиссировано Феликсом Гином, и в нём группа играет в разбитом пространстве, созданном с помощью 3D-рендеринга. Гин сказал, что он «хотел снять видео о процессе создания виртуального мира. Например, показать компоненты и процессы, лежащие в основе создания виртуальной среды, и внимательно рассмотреть те маленькие камни, кусочки местности и куски реголита, которые соединяются вместе, чтобы построить что-то большее. Я часто думаю, что эта часть 3D-дизайна «за цифровой занавеской» выглядит более интересной, чем конечный готовый продукт, поскольку она передает процесс и авторство».
18 мая 2021 года состоялась премьера видеоклипа на третий сингл с альбома «Pamphlets», который был выпущен на канале группы на YouTube. Его создал и срежиссировал Раман Джафари, а Барни Абрахамс занимался анимацией персонажей. Говоря о видео, группа заявила: «При планировании музыкальных клипов для альбома мы хотели убедиться, что мы охватываем несколько разных сред, поэтому мы очень рады, что вычеркнули из списка причудливую анимацию».

## Отзывы критиков
| Совокупная оценка    | Совокупная оценка |
| Источник             | Оценка            |
| -------------------- | ----------------- |
| AnyDecentMusic?      | 8.5/10            |
| Metacritic           | 89/100            |
| Оценки критиков      |                   |
| Источник             | Оценка            |
| AllMusic             | [ 2 ]             |
| Clash                | 9/10              |
| Exclaim!             | 9/10              |
| Gigwise              | [ 18 ]            |
| The Independent      | [ 19 ]            |
| The Line of Best Fit | 10/10             |
| NME                  | [ 21 ]            |
| Paste                | 8.0/10            |
| Pitchfork            | 8.0/10            |
| The Skinny           | [ 24 ]            |

Bright Green Field получил широкое признание критиков. На Metacritic, который присваивает рецензиям музыкальных критиков нормализованный рейтинг из 100, альбом получил средний балл 89, что указывает на «всеобщее признание», на основе 19 рецензий.
Уилл Ричардс из NME дал альбому высший балл и назвал его «бескомпромиссным дебютом, который раскрывает каждую унцию потенциала группы». Он также написал, что «(на протяжении) альбома, продолжительность которого превышает 50 минут, группа самоотверженно переключается между жанрами, стилями и настроениями, отражая пугающий, постоянно меняющийся политический и культурный ландшафт, в котором она была создана». В другом обзоре с высшим баллом Элис Дженнер из The Line of Best Fit назвала альбом «дебютом на века» и похвалила его «идеальное сочетание спокойствия и хаоса [...] они соединяют воедино моменты квинтэссенциального джаза и гармонии соула с какофоническим панк-импульсом».
Американские издания, такие как Paste, обнаружили, что «полное игнорирование группой рок-конвенций возвышает параноидальную, смутно антиутопическую вселенную Bright Green Field». Тимоти Монгер из AllMusic назвал «долгожданный дебютный альбом» группы «энергичным кричащим сочетанием яркой новой волны, краут-рока и влияний пост-панка». Далее он отметил, что «[в] некотором смысле их дебют несёт в себе абсурдистскую линию треков «Houseplants» и «The Cleaner», двух самых известных синглов Squid, хотя он также явно является собственным монстром. Подобно лавине, сметающей всё на своём пути, Squid, кажется, процветают благодаря эволюции и присущему чувству опасности». Он пришёл к выводу, что, будучи «(действительно) группой своего времени, Squid чувствуют себя дикой мешаниной оживших мыслей, излучающих гнев, замешательство, юмор, отстранённость и даже радость в своём стремлении к истинной творческой свободе». Эндрю Перри из Mojo назвал альбом «захватывающим столкновением пост-панка и краут-рока», а также похвалил продюсирование Кэри и вокал Джаджа.
Тони Инглис из The Skinny в своей смешанной рецензии отметил, что альбом «идет по стопам их лучшего трека «The Cleaner» — наполняя банальное и обыденное энергией и целеустремленностью — он разрывается, смешивая такие жанры, как прямолинейный инди-рок с фанком и джазом, и исследуя эмбиентные и текстурные фоны, что делает их нынешний [лейбл] Warp подходящим». В своей статье для The Observer Эмили Маккей также критически отозвалась об альбоме, заявив, что «здесь нет ничего по-настоящему экспериментального или новаторского — это скорее тот тип музыки, который называют таковым из-за влияния, которое она оказывает».

### Итоговые списки
| Публикация         | Список                                     | Ранг | Прим.  |
| ------------------ | ------------------------------------------ | ---- | ------ |
| Bleep              | 10 лучших альбомов 2021 года               | 2    | [ 26 ] |
| Far Out Magazine   | Пять лучших пост-панк-альбомов 2021 года   | 2    | [ 27 ] |
| Les Inrockuptibles | 10 лучших альбомов 2021 года (Кэрол Буане) | 4    | [ 28 ] |
| Les Inrockuptibles | 10 лучших альбомов 2021 года (Тео Дюбрей)  | 3    | [ 28 ] |
| NRC Handelsblad    | Лучшая музыка 2021 года (Ян Воллаард)      | 1    | [ 29 ] |
| Paste              | 50 лучших альбомов 2021 года               | 18   | [ 30 ] |
| Rough Trade        | Лучшие альбомы 2021 года                   | 6    | [ 31 ] |

## Список композиций
| №                   | Название                                  | Длительность |
| ------------------- | ----------------------------------------- | ------------ |
| 1.                  | «Resolution Square»                       | 0:40         |
| 2.                  | «G.S.K.»                                  | 3:10         |
| 3.                  | «Narrator» (при участии Марты Скай Мерфи) | 8:28         |
| 4.                  | «Boy Racers»                              | 7:34         |
| 5.                  | «Paddling»                                | 6:15         |
| 6.                  | «Documentary Filmmaker»                   | 4:55         |
| 7.                  | «2010»                                    | 4:28         |
| 8.                  | «The Flyover»                             | 1:10         |
| 9.                  | «Peel St.»                                | 4:52         |
| 10.                 | «Global Groove»                           | 5:06         |
| 11.                 | «Pamphlets»                               | 8:03         |
| Общая длительность: | Общая длительность:                       | 54:41        |

| №                   | Название            | Длительность |
| ------------------- | ------------------- | ------------ |
| 12.                 | «Sludge»            | 5:00         |
| 13.                 | «Broadcaster»       | 5:56         |
| Общая длительность: | Общая длительность: | 65:37        |

## Участники записи
Squid
- Олли Джадж — ведущий вокал, ударные
- Луис Борлэз — гитара, бас-гитара, вокал
- Артур Лидбеттер — клавишные, виолончель, перкуссия
- Лори Нанкивелл — бас-гитара, корнет, перкуссия
- Антон Пирсон — гитара, бас-гитара, вокал, перкуссия

Дополнительные музыканты
- Наталья Корольская — скрипка
- Льюис Эванс — альт-саксофон
- Джорджия Хэннингтон — виолончель
- Чарли Кин — тромбон
- Юлия Ноулз — виола
- Эмма-Жан Тэкрей[англ.] — труба[33]

Технический персонал
- Дэн Кэри[англ.] — продюсирование, инжиниринг, сведение
- Кристиан Райт — мастеринг
- Алексис Смит — инжиниринг

Дизайн
- Феликс Грин — обложка
- Лэннинг Салли — дизайн, иллюстрации
- Фердинанд Татарко — иллюстрации

## Чарты
| Чарт (2021)                                  | Высшая позиция |
| -------------------------------------------- | -------------- |
| Бельгия/Фландрия (Ultratop)                  | 31             |
| Бельгия/Валлония (Ultratop)                  | 153            |
| Нидерланды (Album Top 100)                   | 80             |
| Ирландия (IRMA)                              | 93             |
| Шотландия (Scottish Albums Chart)            | 5              |
| Великобритания (UK Albums Chart)             | 4              |
| Великобритания (UK Independent Albums Chart) | 1              |